# Adriana Negreteová
Adriana Ivonne Negreteová Ortízová (* 6. ledna 1984 Ciudad de México) je bývalá mexická zápasnice – judistka.

## Sportovní kariéra
Vrcholově se připravovala v Ciudad de México ve sportovním tréninkovém centru CONADE. V mexické ženské reprezentaci se pohybovala od roku 2001 v pololehké váze do 52 kg. V roce 2004 a 2008 se na olympijské hry nekvalifikovala. Sportovní kariéru ukončila v roce 2010.
Je vdaná za francouzského judistu Baptiste Rinsanta. Žije v Paříži.

## Výsledky
| Turnaj                  | 2001           | 2002           | 2003           | 2004           | 2005           | 2006           | 2007           | 2008           | 2009           |
| Turnaj                  | 17             | 18             | 19             | 20             | 21             | 22             | 23             | 24             | 25             |
| Turnaj                  | pololehká váha | pololehká váha | pololehká váha | pololehká váha | pololehká váha | pololehká váha | pololehká váha | pololehká váha | pololehká váha |
| ----------------------- | -------------- | -------------- | -------------- | -------------- | -------------- | -------------- | -------------- | -------------- | -------------- |
| Olympijské hry          |                |                |                | —              |                |                |                | —              |                |
| Mistrovství světa       | úč.            |                | —              |                | úč.            |                | —              |                | úč.            |
| Panamerické hry         |                |                | —              |                |                |                | 5.             |                |                |
| Panamerické mistrovství | ?              | ?              | —              | —              | 5.             | 5.             | úč.            | —              | —              |
| Středoamerické a k. hry |                | 1.             |                |                |                | úč.            |                |                |                |